# Шейла (співачка)
Шейла ((фр.)) (справжнє ім'я Анна Шансель) — французька співачка, яка домоглася успіху як сольний виконавець в 1960-х і 1970-х роках. Разом зі своїм чоловіком Рінго, Шейла була учасницею дуету «Sheila & Ringo». Вона також виступала в колективі диско-музики «Sheila and B. Devotion». Своє сценічне ім'я вона отримала на честь однойменного синглу, який є кавер-версію хіта Томмі Роу.

## Біографія
Народилася 16 серпня 1945 року в місті Кретей.
Почала свою музичну кар'єру в 1962 році — після того, як її помітив Клод Каррер (Claude Carrère), французький продюсер та автор пісень. Батьки Анни підписали з ним контракт, коли їй було 16 років. Їх співпраця тривала понад 20 років і закінчилося судом, в ході якого Шейла відсудила свої гонорари, які їй не доплачувались.
У 1962 році вона записала перший сингл «Avec toi», через кілька місяців «зоряний» «l'ecole est finie», тираж якого швидко перевищив мільйон копій. До кінця десятиліття Шейла мала у своєму активі п'ять повнометражних альбомів і два десятки міньйонів, але зовсім не виступала з концертами (через непритомність під час першого гастрольного туру) і вперше з'явившись перед своїми шанувальниками лише в 1980-ті роки.
Протягом 1960-80-х років Шейла записала велику кількість хітів. Неодноразово очолювала французькі хіт-паради в 1960-70-х роках.
Під час розквіту стилю диско співала англійською мовою у складі групи «Sheila and B. Devotion» (1977—1980 рр.). Сингл «Spacer» (1979) мав успіх у європейських країнах та Америці. У Європі були популярні кавер-версії «Singin' In The Rain», «You Light My Fire», а також сингли «Love Me Baby», «Seven Lonely Days» та ін.
13 лютого 1973 року вийшла заміж за співака Рінго, спільно з яким тоді ж, у лютому, випустила сингл «Les Gondoles à Venise», fr). Пісня досягла першого рядка національного хіт-параду і стала дуже популярною в країні. 7 квітня 1975 року у пари народився син Людовік. 30 листопада 1979 року Шейла і Рінго розлучилися. 7 липня 2017 року Людовік пішов з життя у віці 42 років.
Свідком на весіллі з боку нареченої (Шейли) був Клод Франсуа, з яким вона дружила з моменту зустрічі в 1963 році і до його загибелі в 1978 році. На весіллі була присутня також знаменита співачка Даліда, з якою Шейлу пов'язували багаторічні дружні стосунки.
У світі продано 85 млн копій записів Шейли. Станом на кінець 2015 року офіційні продажі дисків у Франції склали близько 28 млн копій, і вона за цим показником стала найуспішнішою співачкою на французькому музичному ринку за всю його історію, а також другою французькою співачкою (після Едіт Піаф), чия пісня потрапила в американський чарт US Billboard. Також неодноразово потрапляла в хіт-паради європейських країн.

## Нагороди та визнання
- Лицар Ордена Почесного легіону (1998).
- Орден Мистецтв і літератури (2003).

## Дискографія

### Альбоми
Як Sheila
- Le Sifflet Des Copains (1963)
- Ecoute Ce Disque (1964)
- Tous Les Deux (1965)
- Toujours Des Beaux Jours (1965)
- L'Heure De La Sortie (1966)
- Dans Une Heure (1967)
- Long Sera L'Hiver (1968)
- Oncle Jo (1969)
- Reviens Je T'Aime (1970)
- Love (1971)
- Poupée De Porcelaine (1972)
- Les Gondoles A Venise (1973)
- Quel Tempérament De Feu (1975)
- L'Amour Qui Brûle En Moi (1976)
- Singin' in the Rain (Love Me Baby) (1977)
- SB Devotion (1979)
- King of the World (1980)
- Pilote Sur Les Ondes (1980)
- Little Darlin' (1981)
- On dit (1983)
- Je suis comme toi (1984)
- Sheila au Zénith 85 (1985)
- Tendances (1988)
- Je suis venue te dire que je m'en vais — Sheila live à l'Olympia 89 (1989)
- Le Meilleur (1998)
- Sheila live à l'Olympia 98 (1998)
- Dense (1999)
- Seulement pour toi (2002)
- Sheila en concert à l'Olympia 2002 — Jamais deux sans toi Toi (2002)
- C'est écrit — Sheila, en concert au Cabaret Sauvage 2006 — Enfin disponible (2007)
- Solide (2012)

У складі Sheila & Ringo
- Sheila & Ringo (1974)

У складі Sheila and B. Devotion
- Singin' in the Rain (Love Me Baby) (1977)
- Disque d'or (1979)
- King of the World (1980)
- The Disco Singles (2007)

### Альбоми-компіляції
- 1965 — Toujours des beaux jours
- 1967 — Le Disque d'or de Sheila - L'école est finie
- 1970 — Le Disque d'or de Sheila - Adios Amor
- 1971 — Spécial chansons - Le sifflet des copains
- 1971 — Spécial chansons - Écoute ce disque
- 1972 — Rétrospective n° 1 - Dans une heure
- 1972 — Rétrospective n° 2 - La vamp
- 1972 — Rétrospective n° 3 - Oncle Jo
- 1973 — Rétrospective n° 4 - Les Rois mages
- 1974 — Super Hits : L'école est finie
- 1974 — Pendant les vacances
- 1974 — Le sifflet des copains - volume 2
- 1974 — Sheila pour les enfants
- 1974 — Le Disque d'or de Sheila - Mélancolie
- 1975 — Super Hits : Adios Amor
- 1975 — Collection double album - volume 1 - Ne fais pas tanguer le bateau
- 1976 — Collection double album - volume 2 - Aimer avant de mourir
- 1977 — L'Arche de Noé - Disque d'or - 12 Hits 1 Star
- 1979 — Collection double album - volume 3 - Love me baby
- 1980 — Sheila - L'école est finie
- 1980 — 13+3 - Singin' in the rain
- 1981 — 13+3, 16 chansons, 16 succès - Et ne la ramène pas
- 1981 — Disque d'or - Et ne la ramène pas
- 1983 — 13+3, 16 chansons, 16 succès - Gloria
- 1989 — Les Plus Grands Succès de Sheila
- 1992 — L'école est finie - 1962/1967
- 1992 — Sheila 1962 - 1992, les plus grands succès
- 1995 — Les Années yéyé
- 1995 — Les Années disco
- 1998 — Les Incontournables de Sheila
- 1999 — Collection Légende
- 2001 — 40 ans de carrière, 44 tubes remasterisés
- 2002 — Sélection Talents - volume 1
- 2002 — Sélection Talents - volume 2
- 2006 — Juste comme ça (double album)
- 2006 — Juste comme ça (Long Box)
- 2007 — On sait pas s'aimer
- 2007 — Sheila - Sélection du Reader's Digest Musique
- 2007 — The Disco Singles
- 2008 — Les Chansons cultes françaises - Sheila

### Сингли
Як Sheila
- «Sheila» (1962)
- «L'Ecole Est Finie» (1963)
- «Pendant Les Vacances» (1963)
- «Le Sifflet des Copains» (1963)
- «La Chorale» (1964)
- «Chaque Instant de Chaque Jour» (1964)
- «Vous les Copains, Je Ne Vous Oublierai Jamais» / «Ecoute Ce Disque» (1964)
- «Toujours des Beaux Jours» (1965)
- «C'est Toi Que J'Aime» (1965)
- «Devant le Juke-Box» (1965)
- «Le Folklore Américain» (1965)
- «Le Cinéma» (1966)
- «Bang Bang» (1966)
- «L'Heure de la Sortie» (1966)
- «La Famille» (1967)
- «Adios Amor» (1967)
- «Le Kilt» (1967)
- «Quand Une Fille Aime Un Garçon» / «Dalila» (1968)
- «Petite Fille de Français Moyen» (1968)
- «La Vamp» (1968)
- «Arlequin» (1969)
- «Love Maestro Please» / «La Colline de Santa Maria» (1969)
- «Oncle Jo» (1969)
- «Julietta» (1970)
- «Ma Vie à t'Aimer» (1970)
- «Reviens je t'Aime» (1970)
- «Les Rois Mages» (1971)
- «Blancs, Jaunes, Rouges, Noirs» (1971)
- «J'Adore» (1971)
- «Sanson et Dalila» (1972)
- «Le Mari de Mama» (1972)
- «Poupée de Porcelaine» (1972)
- «Adam et Eve» (1973)
- «Mélancolie» (1974)
- «Le Couple» (1974)
- «Tu es le soleil» (1974)
- «Ne Fais Pas Tanguer le Bateau» (1974)
- «C'est le Cœur» (1975)
- «Aimer Avant de Mourir» (1975)
- «Quel Tempérament de Feu» (1975)
- «Un Prince en Exil» (1976)
- «Patrick Mon Chéri» (1976)
- «Les Femmes» (1976)
- "L'Amour Qui Brûle En Moi (1976)
- «L'Arche de Noé» (1977)
- «Kennedy Airport» (1978)
- «Pilote Sur Les Ondes» (1980)
- «Les Sommets Blancs de Wolfgang» (1980)
- «Et Ne La Ramène Pas» (1981)
- «Little Darlin'» (1981) (US #49)
- «Runner» (1981)
- «Une Affaire d'Amour» (1981)
- «La Tendresse d'Un Homme» (1982)
- «Glori, Gloria» (1982)
- «Tangue Au» (1983)
- «Vis Vas» (1983)
- «Emmenez-Moi» (1983)
- «Jeannie» (1984)
- «Le Film à L'Envers» (1984)
- «Je Suis Comme Toi» (1985)
- «Chanteur de Funky» (1985)
- «Comme Aujourd'Hui» (1987)
- «C'est Ma vie» (1987)
- «Pour te Retrouver» (1988)
- «Fragile» (1988)
- «Partir» (1989)
- «Le Tam-Tam du Vent» (1989)
- «Spacer» (remix by Dimitri From Paris) (1992)
- «On S'Dit Plus Rien» (1992)
- «Spacer» (1998)
- «Les Rois Mages 98» (Melchior single mix) (1998)
- «Les Rois Mages 98» (Version Salsa) (1998)
- «Medley Disco» (1999)
- «Dense» (1999)
- «Love Will Keep Us Together» (2000)
- «Toutes Ces Vies» (2002)

У складі Sheila & Ringo
- «Les Gondoles à Venise» (1973)

У складі Sheila and B. Devotion
- «Love Me Baby» (1977)
- «Love Me Baby» (1977)
- «Singin' in the Rain» (1978)
- «I Don't Need a Doctor» (1978)
- «Hôtel de la Plage» (OST) (1978)
- «You Light My Fire» (1978)
- «Seven Lonely Days» (1979)
- «Seven Lonely Days» (1979)
- «No No No No» (1979)
- «Spacer» (1979)
- «King of the World» (1980)
- «Your Love Is Good» (US promo — 1980)

## Факти
- У 1975 році в СРСР була випущена довгограюча платівка «Естрадна орбіта», яку відкривала пісня «Чарівники» (фр. Le Rois mages) у виконанні Шейли, з альбому «Poupee de percelaine», випущеного у Франції в 1972 році. На другій стороні даного диска також звучить ще одна композиція Шейли — «Хороший чоловік» (фр. Le mari de mama).